# Евалд Цебула
Едвард Цебула (такође познат као Евалд ; 22. март 1917 — 1. фебруар 2004) био је пољски фудбалер и тренер. Одиграо је пет утакмица за репрезентацију Пољске, као и једну утакмицу представљајући Пољску на Олимпијским играма.
Почео је у Шлеску Свјентохловицама , а дебитовао је у репрезентацији Пољске 4. јуна 1939. у Варшави, против Швајцарске (1 : 1). Затим, Цебула је играо у последњој, незаборавној утакмици међуратне Пољске - (Варшава, 27. август 1939, Пољска - Мађарска 4 : 2).
Његова каријера је стављена на чекање 1939. године након избијања Другог светског рата . После рата, Цебула се вратио у пољски тим, наступивши на Летњим олимпијским играма 1952. године . Најбоље време у његовој каријери било је у Руху Хожову где је играо од 1948. године. Освојио је пољско првенство као играч 1951. године, као играч-тренер 1952. године, а као тренер 1953. године, такође је једно време водио Рух током сезоне 1960. године када су освојили првенство. Он је члан мале групе играча који су играли у националном тиму пре и после Другог светског рата. Освојио је још неколико трофеја пре него што се пензионисао из фудбала 1964. године, освојивши титулу са Горњиком из Забжеа претходне године.
Након тога, удружио је снаге са Феликсом Каролаком и постао један од најбољих тренера у Пољској.